# Rehadat
REHADAT ist der Name eines Informationssystems zur beruflichen Teilhabe von Menschen mit Behinderungen. Es wird gefördert durch das Bundesministerium für Arbeit und Soziales und ist ein Projekt des Instituts der deutschen Wirtschaft. Auf internationaler Ebene ist REHADAT Mitglied des globalen Netzwerks EASTIN (Global Assistive Technology Information Network), einer weltweiten Suchmaschine für Hilfsmittel. Im Rahmen des Informationssystems bietet REHADAT verschiedene Internetportale zu unterschiedlichen Themen an. Außerdem gibt es zahlreiche Publikationen, Apps, Erklärvideos, Seminare sowie ein Fachlexikon.

## REHADAT-Portale
REHADAT sammelt zu den Themen Behinderung, Inklusion und Beruf Informationen und veröffentlicht diese in Portalen.
Es sind mehr als 90.000 Texte und 20.000 Bilder verfügbar. Alle Informationen sind kostenlos im Internet erhältlich.

### Portal REHADAT-Hilfsmittel
Das Portal bietet eine neutrale Übersicht zu den Hilfsmitteln und technischen Arbeitshilfen in Deutschland sowie umfassendes Hintergrundwissen.
Die Hilfsmittel sind nach Bereichen wie z. B. Arbeitsplatz, Mobilität oder Kommunikation gruppiert und detailliert beschrieben. Bilder, Preise (dienen lediglich der Orientierung und sind nicht verbindlich), Produktmerkmale, Hersteller- und Vertriebsadressen werden genannt. Gerichtsurteile (z. B. zur Kostenübernahme), Literatur (z. B. Testberichte), Praxisbeispiele (z. B. Einsatz von Hilfsmitteln am Arbeitsplatz) und Adressen (z. B. Beratungsstellen) ergänzen die Produktbeschreibungen.
Das Portal liefert ausführliche Hintergrundinformationen zum Versorgungsablauf und zur Finanzierung von Hilfsmitteln.
Das Hilfsmittelverzeichnis der Gesetzlichen Krankenversicherung (GKV) ist als zusätzliche Anwendung angeschlossen.
REHADAT-Hilfsmittel erstellt und aktualisiert die Produktbeschreibungen in Kooperation mit drei Dokumentationsstellen. Die Hilfsmittel werden auf Grundlage der internationalen Klassifizierung ISO 9999, „Hilfsmittel für Menschen mit Behinderung“, systematisch gegliedert. Erfassung und Aktualisierungen der Beschreibungen sind für Hersteller und Vertreiber kostenfrei. Es sind über 12.000 Hilfsmittel erfasst.

### Portal REHADAT-Gute Praxis
Das Portal zeigt an über 900 Praxisbeispielen, wie Menschen mit Behinderungen erfolgreich arbeiten können. Es liefert Anregungen für eine optimale individuelle Arbeitsgestaltung, zum Übergang von der Schule in den Beruf sowie zu Aus- und Weiterbildung oder Umschulung von Menschen mit unterschiedlichen Behinderungsarten (körperliche, geistige, psychische und Sinnesbehinderungen) – z. B. Informationen zu Maßnahmen, zu eingesetzten Hilfsmitteln und zur finanziellen Förderung. Ergänzt werden die Inhalte durch Interviews, Best-Practice-Videos, Inklusionsvereinbarungen und Aktionspläne.

### Portal REHADAT-talentplus
REHADAT-talentplus ist ein Informationsportal zu Arbeitsleben und Behinderung. Praxisnahe Fragen, die sich aus Sicht von Arbeitgebern und Arbeitnehmern mit Behinderung ergeben, werden beantwortet. Konkrete Probleme werden erfasst und Lösungswege aufgezeigt. Hierbei sollen die Anwender möglichst einfach alle relevanten Informationen erhalten, ohne dass Vorkenntnisse notwendig sind. Die Anwender finden im Portal konkrete Ansprechpartner der unterstützenden Institutionen, Links auf weiterführende Informationen sowie Downloads von Broschüren und anderen Materialien.

### Portal REHADAT-Bildung
Das REHADAT-Bildungsportal bietet jungen Menschen mit Förderbedarf in der Lebensphase zwischen Schule und Beruf umfangreiche Informationen zum Thema Berufsfindung, Qualifizierung und Ausbildung an.
Die Informationen sollen junge Menschen mit einer Behinderung oder Schwerbehinderung und deren Eltern dabei unterstützen, sich selbständig ein Bild über die vielen Bildungs- und Ausbildungswege und die Unterstützungsmöglichkeiten, zu machen. Neben den Regelausbildungen werden auch besondere betriebliche Qualifizierungsmöglichkeiten wie zum Beispiel die Einstiegsqualifizierung und Unterstützte Beschäftigung oder Konzepte kooperativer Ausbildungsmodelle beschrieben.
Darüber hinaus stehen, nach Bundesländern sortiert, Pädagogen und Berater weiterführende Informationen zur Verfügung.

### Portal REHADAT-Literatur
Im Portal werden Bücher, Zeitschriftenartikel, Forschungsberichte, Studien, Broschüren, Faltblätter, Dokumentationen und sonstige Medien (in Schwerer und Leichter Sprache) erfasst. Es ist Literatur zu folgenden Themenbereichen vorhanden: Arbeit und Beschäftigung, Aus- und Weiterbildung, Behinderung, Rehabilitation, Recht, Barrierefreies Leben, Hilfsmittel und Statistiken. Die Literaturdokumente enthalten bibliografische Angaben wie Titel, Verfasser, Erscheinungsjahr, Abstracts sowie Verlinkungen zu Herausgebern. Viele Texte stehen als Online-Publikation zur Verfügung und können direkt aufgerufen werden.
Im Portal sind mehr als 40.000 Literaturhinweise erfasst.

### Portal REHADAT-Recht
Das Portal REHADAT-Recht informiert über Urteile und Gesetze mit einem Bezug zur beruflichen Teilhabe von Menschen mit Behinderung. Der Nutzer findet Rechtsprechung aus dem Arbeits- und Sozialrecht, die wichtigsten Gesetze und Verordnungen sowie Links zu Veröffentlichungen.
Entscheidungen zu folgenden übergeordneten Themenbereichen sind zum Beispiel vorhanden: Arbeit, Aus- und Weiterbildung, Kündigung, Schwerbehindertenvertretung, Benachteiligung, Rehabilitation, Leistungen und Hilfsmittel. Ergänzend steht eine Detailsuche zur Verfügung, mit der man Urteile mithilfe von Schlagworten, Aktenzeichen oder Zeitraum suchen kann.
Es sind mehr als 16.000 Urteile sowie 25 Gesetze und Verordnungen im Volltext vorhanden.

### Portal REHADAT-Adressen
Das Portal REHADAT-Adressen enthält über 13.000 nach Themen aufgeführte Dienstleister, Organisationen und Beratungsstellen aus allen Bereichen der beruflichen Teilhabe und Rehabilitation mit Kontaktdaten und Beschreibung ihrer Angebote (u. a. Erstanlaufstellen bei Teilhabefragen, Inklusionsbetriebe, Einrichtungen und Anbieter beruflicher Rehabilitation, Aus- und Weiterbildung sowie Werkstätten für behinderte Menschen).

### Portal REHADAT-Werkstätten
Das Portal informiert über die Angebote aller anerkannten Werkstätten für behinderte Menschen (WfbM) und Blindenwerkstätten in Deutschland: zum Beispiel können Nutzer herausfinden, welche Auftragsarbeiten und Produkte die jeweilige Werkstatt anbietet.
Außerdem kann man sich über die Möglichkeiten für behinderte Menschen informieren. Zum Beispiel welche behinderten Menschen aufgenommen werden, ob Außenarbeitsplätze vorhanden sind, welche Tätigkeiten im Berufsbildungsbereich möglich sind oder wie der Übergang auf den allgemeinen Arbeitsmarkt gelingen kann.

### Portal REHADAT-Forschung
Im Portal REHADAT-Forschung befindet sich eine Übersicht über laufende und abgeschlossene Projekte und Modellvorhaben in Deutschland, die sich mit Themen der beruflichen Teilhabe und Inklusion von Menschen mit Behinderung beschäftigen. Die Angaben zu den Projekten stammen von den durchführenden Institutionen. Im Rahmen des Portals wird auch das Verzeichnis der Reha- und Teilhabeforschenden in Deutschland jährlich aktualisiert und veröffentlicht.
Es sind über 1.900 Projekte erfasst.

### Portal REHADAT-Statistik
REHADAT-Statistik gibt einen Überblick über die wichtigsten Erhebungen und Statistiken, die einen Bezug zur (beruflichen) Teilhabe von Menschen mit Behinderung haben. Die Statistiken sind folgenden thematischen Bereichen zugeordnet: Behinderung, Bildung, Berufliche Teilhabe, Leistungen der Kostenträger und Barrierefreies Leben.

### Portal REHADAT-ICF-Lotse
Der ICF-Lotse führt entlang der Internationalen Klassifikation der Funktionsfähigkeit, Behinderung und Gesundheit (ICF) zu Inhalten aus dem REHADAT-Informationssystem. Folgende REHADAT-Bereiche werden anhand der ICF-Klassifikation durchsucht: Literatur (Zeitschriftenartikel, Bücher, Online-Publikationen und mehr), Hilfsmittel (Produktbeschreibungen, Bilder, Hilfsmittelnummern, Bezugsadressen) und Gute Praxis (Praxisbeispiele zur Gestaltung von Arbeitsplätzen).

### Portal REHADAT-Seminaranbieter
Das Portal bietet eine Übersicht über die Bildungs- und Qualifizierungsanbieter, die im Bereich der beruflichen Rehabilitation und Teilhabe von Menschen mit Behinderungen regelmäßig Seminare anbieten. Die Angebote richten sich an Fachkräfte aus Unternehmen, Verbänden, Interessenvertretungen und Betroffene.

### Portal REHADAT-Ausgleichsabgabe
Im Portal REHADAT-Ausgleichsabgabe dreht sich alles um die Ausgleichsabgabe, die Arbeitgeber bezahlen müssen, wenn sie nicht genügend schwerbehinderte oder gleichgestellte Menschen beschäftigen (Beschäftigungspflicht, SGB IX § 154). Es gibt auch einen Ersparnisrechner, mit dem sich Nutzende einen schnellen Überblick über die Einsparmöglichkeiten bei der Einstellung oder Ausbildung von schwerbehinderten Menschen machen können.

### Portal REHADAT-Kfz-Anpassung
REHADAT-Autoanpassung bietet Informationen für Menschen mit Behinderungen und chronischen Erkrankungen, die selbstständig Auto fahren möchten. Eine anbieterneutrale Sammlung an Fahrschulen, Umrüstbetrieben und nützlichen Tipps rund um das Thema Kraftfahrzeug soll Orientierung geben und die individuelle Mobilität sowie Teilhabe am gesellschaftlichen und beruflichen Leben für Menschen mit körperlichen Einschränkungen unterstützen.

### App REHADAT-Wissen
Die App informiert über verschiedene chronische Erkrankungen und Behinderungen und zeigt, wie Arbeit inklusiv und behinderungsgerecht gestaltet werden kann.